# アウディ・RS Q3
RS Q3（アールエス キュースリー）は、ドイツの自動車メーカーアウディがQ3をベースに製造、販売するコンパクトSUV型の普通乗用車である。

## コンセプトカー
2012年4月23日、北京モーターショーにて「RS Q3 コンセプト」を出展。Q3をベースに最高出力360 psを発揮する2.5 L直列5気筒直噴ターボエンジンを搭載した。7速Sトロニックに「quattro」（4WD）を組み合わせ、0-100 km/h加速が5.2秒、最高速度は265 km/h。

## 初代（2013 - 2019年）
2013年3月5日、ジュネーヴモーターショーにて初公開。アウディのQシリーズ初のRSモデルである。オフロード走行も十分にこなせる150mmの最低地上高を備えたSUVでありながら、サーキットでも通用する高い動力性能を両立させている。2.5ℓの直列5気筒直噴ターボエンジンが絞り出す270kW（367PS）、465Nmの高性能は、7速SトロニックトランスミッションとAudiならではのフルタイム4WDシステム、quattro®によって4輪に効率よく伝えられ、SUVの常識を覆す走りをもたらす。
RS Q3の採用する5気筒の2.5ℓTFSI®エンジンは、1625rpmという低回転から465Nmの大トルクを発生し、それが5550rpmまで続く。7速Sトロニックトランスミッションの俊敏な変速とあいまって、270kW（367PS）を発生する6800rpm以上まで強烈な加速が息長く楽しめる。英国の自動車雑誌が主催するエンジン・オブ・ザ・イヤーに7年連続で輝いた。
2014年11月6日、欧州にて改良モデルを発表。ベース車のQ3の改良に伴って、グリルやヘッドライトが改められた。エンジンはチューニングが調節され、最高出力340ps、最大トルク45.9kgmに引き上げられた。その結果、0‐100km/h加速は4.8秒に短縮された。
2016年3月、ジュネーヴモーターショーにて高性能モデル「RS Q3 performance」を発表。最高出力が367ps、最大トルクが47.4kgmに引き上げられ、0-100km/h加速は4.4秒、最高速度は270km/h。

### 日本での販売
2014年3月18日、発売。
2015年5月21日、改良モデルを発売。
2016年7月5日、「RS Q3 performance」を同年8月下旬より発売すると発表。

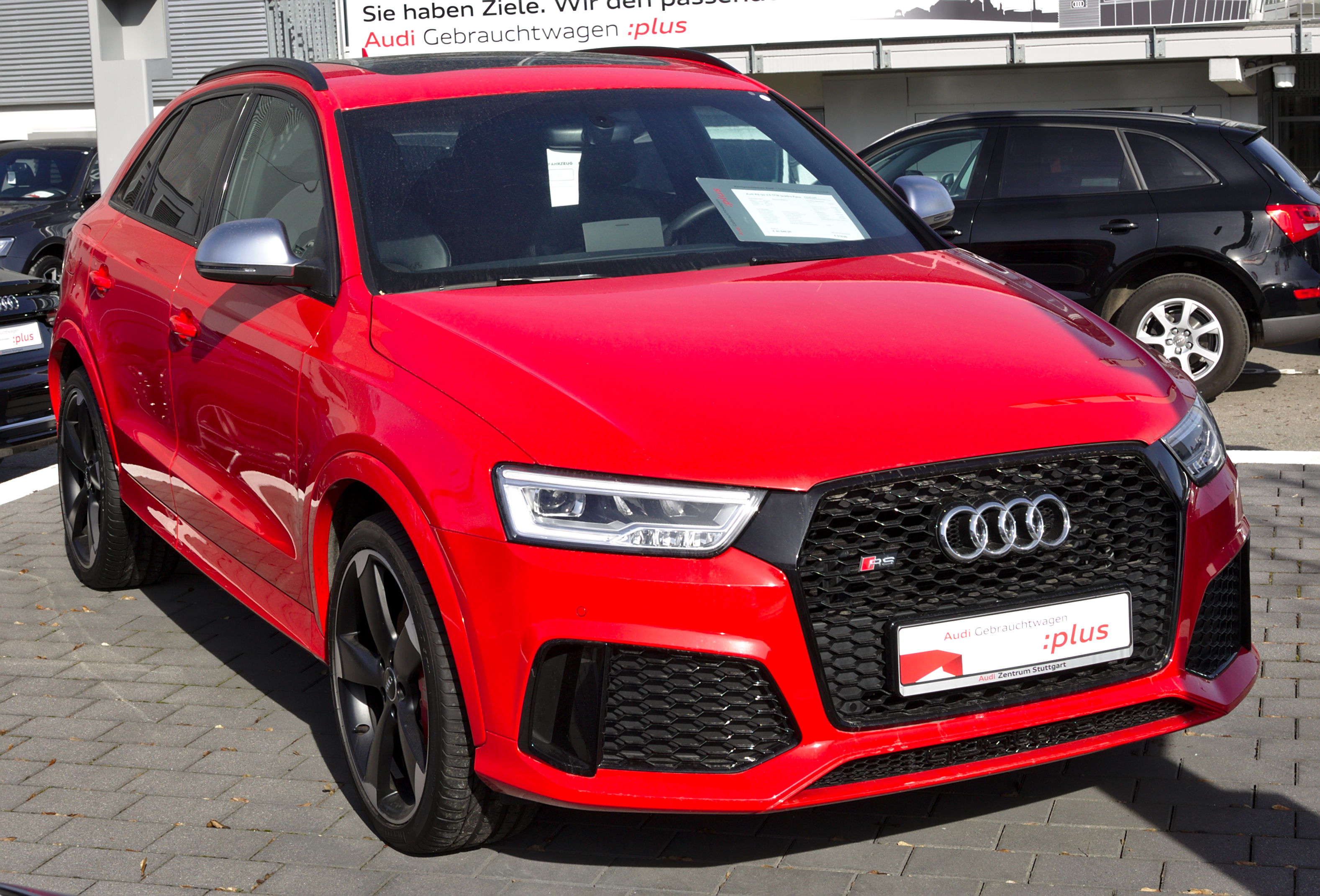
RS Q3 改良型

## 2代目（2019 - ）
2019年9月26日、欧州にて発表。専用デザインのシングルフレームグリルを採用し、LEDヘッドライトやルーフスポイラーを標準装備とする。パワートレインは最高出力400hp、最大トルク48.9kgmを搭載する直噴2.5L直列5気筒ガソリンターボに7速「Sトロニック」を組み合わせる。駆動方式は「quattro」（4WD）で、0-100km/h加速が4.5秒、最高速度は250km/h（リミッター作動）。オプションで、最高速度を280km/hに引き上げ可能。サスペンションにはRSスポーツサスペンションを標準装備し、Q3に比べ車高が10mm低くなっている。
Q3のクーペ仕様であるQ3 Sportbackをベースにした「RS Q3 Sportback」も発売すると発表された。

2020年2月18日、欧州にて「RS Q3」、「RS Q3 Sportback」を発売。

### 日本での販売
2020年10月27日、同年12月8日より「RS Q3」「RS Q3 Sportback」を発売すると発表。共にパワートレインなどは欧州仕様と同じである。